# Hubbsina turneri
Hubbsina turneri é uma espécie de peixe da família Goodeidae.
É endémica do México.